# Камілло Чано
Камілло Чано (італ. Camillo Ciano, нар. 22 лютого 1990, Марчанізе) — італійський футболіст, нападник та фланговий півзахисник клубу «Беневенто».

## Клубна кар'єра
Народився 22 лютого 1990 року в місті Марчанізе, де і розпочав займатись футболом, а у 2007—2009 роках перебував в академії «Наполі». Для отримання ігрової практики Чано з 2009 року по сезону провів на правах оренди в клубах третього за рівнем дивізіону Італії «Лекко» та «Кавезе», а з 2011 року грав в оренді за клуби Серії Б «Кротоне», «Падова» та «Авелліно», втім до першої команди неаполітанців так і не пробився.
1 вересня 2014 року перейшов у «Парму», яка відразу віддала гравця в оренду на два сезони в «Кротоне» з Серії Б. Після того як влітку 2015 року «Парма» втратила професійний статус і була відправлена до Серії D Чано підписав з «Кротоне» повноцінний контракт.
Своєю грою за останню команду привернув увагу представників тренерського штабу клубу «Чезена», до складу якого приєднався 2015 року. Відіграв за чезенську команду наступні два сезони своєї ігрової кар'єри у Серії Б. Більшість часу, проведеного у складі «Чезени», був основним гравцем команди і одним з головних бомбардирів команди, маючи середню результативність на рівні 0,39 голу за гру першості.
10 липня 2017 року перейшов у «Фрозіноне», з яким у першому ж сезоні зайняв 3-тє місце у Серії Б, а в плей-оф саме завдяки Чано, який забив по голу в обох фінальних матчах проти «Палермо» (1:2, 2:0), «Фрозіноне» здобув путівку у найвищий дивізіон країни. 20 серпня 2018 року він дебютував у Серії А у віці 28 і 6 місяців у матчі проти «Аталанти» (0:4). А вже 30 вересня Камілло забив свій перший гол на найвищому рівні, реалізувався пенальті в грі проти «Дженоа» (1:2). Протягом п'яти сезонів відіграв за клуб з Фрозіноне 180 матчів у різних турнірах.
27 серпня 2022 року перейшов до іншого представника італійського другого дивізіону, «Беневенто», в рамках обміну на Роберто Інсіньє, який попрямував у зворотньому напрямі.

## Виступи за збірні
2006 року дебютував у складі юнацької збірної Італії, взяв участь у 5 іграх на юнацькому рівні.

## Статистика виступів

### Статистика клубних виступів
Станом на 6 травня 2022
| Сезон                 | Команда               | Чемпіонат             | Чемпіонат | Чемпіонат | Національний кубок | Національний кубок | Національний кубок | Континентальні кубки | Континентальні кубки | Континентальні кубки | Інші змагання | Інші змагання | Інші змагання | Усього | Усього |
| Сезон                 | Команда               | Ліга                  | Ігор      | Голів     | Ліга               | Ігор               | Голів              | Ліга                 | Ігор                 | Голів                | Ліга          | Ігор          | Голів         | Ігор   | Голів  |
| --------------------- | --------------------- | --------------------- | --------- | --------- | ------------------ | ------------------ | ------------------ | -------------------- | -------------------- | -------------------- | ------------- | ------------- | ------------- | ------ | ------ |
| 2009–10               | «Лекко»               | ПД (ІІІ)              | 31        | 8         | КІ-ЛП              | 0                  | 0                  | -                    | -                    | -                    | -             | -             | -             | 31     | 8      |
| 2009–10               | «Кавезе»              | ПД (ІІІ)              | 32        | 9         | КІ+КІ-ЛП           | 0+0                | 0                  | -                    | -                    | -                    | -             | -             | -             | 32     | 9      |
| 2011–12               | «Кротоне»             | B (ІІ)                | 28        | 7         | КІ                 | 3                  | 1                  | -                    | -                    | -                    | -             | -             | -             | 31     | 8      |
| 2012–13               | «Кротоне»             | B (ІІ)                | 38        | 3         | КІ                 | 2                  | 2                  | -                    | -                    | -                    | -             | -             | -             | 40     | 5      |
| 2013–14               | «Падова»              | B (ІІ)                | 13        | 2         | КІ                 | 2                  | 0                  | -                    | -                    | -                    | -             | -             | -             | 15     | 2      |
| 2013–14               | «Авелліно»            | B (ІІ)                | 17        | 3         | КІ                 | 0                  | 0                  | -                    | -                    | -                    | -             | -             | -             | 17     | 3      |
| 2014–15               | «Кротоне»             | B (ІІ)                | 37        | 17        | КІ                 | 0                  | 0                  | -                    | -                    | -                    | -             | -             | -             | 37     | 17     |
| Усього за «Кротоне»   | Усього за «Кротоне»   | Усього за «Кротоне»   | 103       | 27        |                    | 5                  | 3                  |                      | -                    | -                    |               | -             | -             | 108    | 30     |
| 2015–16               | «Чезена»              | B (ІІ)                | 31+1      | 11+1      | КІ                 | 1                  | 2                  | -                    | -                    | -                    | -             | -             | -             | 33     | 14     |
| 2016–17               | «Чезена»              | B (ІІ)                | 36        | 15        | КІ                 | 4                  | 2                  | -                    | -                    | -                    | -             | -             | -             | 40     | 17     |
| Усього за «Чезену»    | Усього за «Чезену»    | Усього за «Чезену»    | 67+1      | 26+1      |                    | 5                  | 4                  |                      | -                    | -                    |               | -             | -             | 73     | 31     |
| 2017–18               | «Фрозіноне»           | B (ІІ)                | 42+4      | 14+2      | КІ                 | 2                  | 0                  | -                    | -                    | -                    | -             | -             | -             | 48     | 16     |
| 2018–19               | «Фрозіноне»           | A                     | 33        | 7         | КІ                 | 1                  | 0                  | -                    | -                    | -                    | -             | -             | -             | 34     | 7      |
| 2019–20               | «Фрозіноне»           | B (ІІ)                | 30+5      | 8+2       | КІ                 | 2                  | 2                  | -                    | -                    | -                    | -             | -             | -             | 37     | 12     |
| 2020–21               | «Фрозіноне»           | B (ІІ)                | 26        | 3         | КІ                 | 1                  | 0                  | -                    | -                    | -                    | -             | -             | -             | 27     | 3      |
| 2021–22               | «Фрозіноне»           | B (ІІ)                | 33        | 4         | КІ                 | 1                  | 0                  | -                    | -                    | -                    | -             | -             | -             | 34     | 4      |
| серп. 2022            | «Фрозіноне»           | B (ІІ)                | 0         | 0         | КІ                 | 0                  | 0                  | -                    | -                    | -                    | -             | -             | -             | 0      | 0      |
| Усього за «Фрозіноне» | Усього за «Фрозіноне» | Усього за «Фрозіноне» | 164+9     | 36+4      |                    | 7                  | 2                  |                      | -                    | -                    |               | -             | -             | 180    | 42     |
| 2022–23               | «Беневенто»           | B (ІІ)                | 0         | 0         | КІ                 | -                  | -                  |                      | -                    | -                    |               | -             | -             | 0      | 0      |
| Усього за кар'єру     | Усього за кар'єру     | Усього за кар'єру     | 427+10    | 116       |                    | 19                 | 9                  |                      | -                    | -                    |               | -             | -             | 456    | 125    |